# Yanet Sovero
Yanet Ursula Sovero Niño (2 de mayo de 1983) es una luchadora peruana de lucha libre.
Participó en dos Campeonatos Mundiales, logró la 18.ª posición en 2015. Ganó una medalla de plata en los Juegos Panamericanos de 2015, acabó en quinto lugar de 2003 y en séptimo de 2011. Obtuvo dos medallas de plata en los Juegos Bolivarianos. Cinco veces subió al podio de los Campeonatos Panamericanos, en el segundo escalón en 2002, 2014 y 2016. Campeona Sudamericana de 2013 y 2015.
Su entrenador Nilto soto (esposo) y Oscar Cervantes